# Lemonade (Planet Funk)
Lemonade è un singolo del gruppo musicale italiano Planet Funk, pubblicato il 16 gennaio 2009 come primo estratto dal primo album di raccolta Planet Funk.

## Descrizione
Il brano è stato scritto da Dan Black, Domenico Canu, Sergio Della Monica, Alessandro Neri e Marco Baroni e registrato dai Planet Funk.
Il brano segna il ritorno di Dan Black come voce del gruppo. Il singolo è stato reso disponibile per il download digitale ed è entrato nella rotazione radiofonica a partire dal 16 gennaio 2009

## Video musicale
Il videoclip, diretto da Marco Salom, è stato trasmesso a partire dal 26 gennaio 2009. Il video è ambientato durante una partita di tennis, in cui il vincitore vince una coppa piena di limoni. All'inizio del video è possibile sentire alcune note del brano Chase the Sun, primo singolo dei Planet Funk.

## Tracce
Download digitale
1. Lemonade – 3:47

## Classifiche
| Classifica (2009) | Posizione più alta |
| ----------------- | ------------------ |
| Italia            | 17                 |
| Malta             | 1                  |